# Toumètes
 (février 2015).
Si vous disposez d'ouvrages ou d'articles de référence ou si vous connaissez des sites web de qualité traitant du thème abordé ici, merci de compléter l'article en donnant les références utiles à sa vérifiabilité et en les liant à la section « Notes et références ».

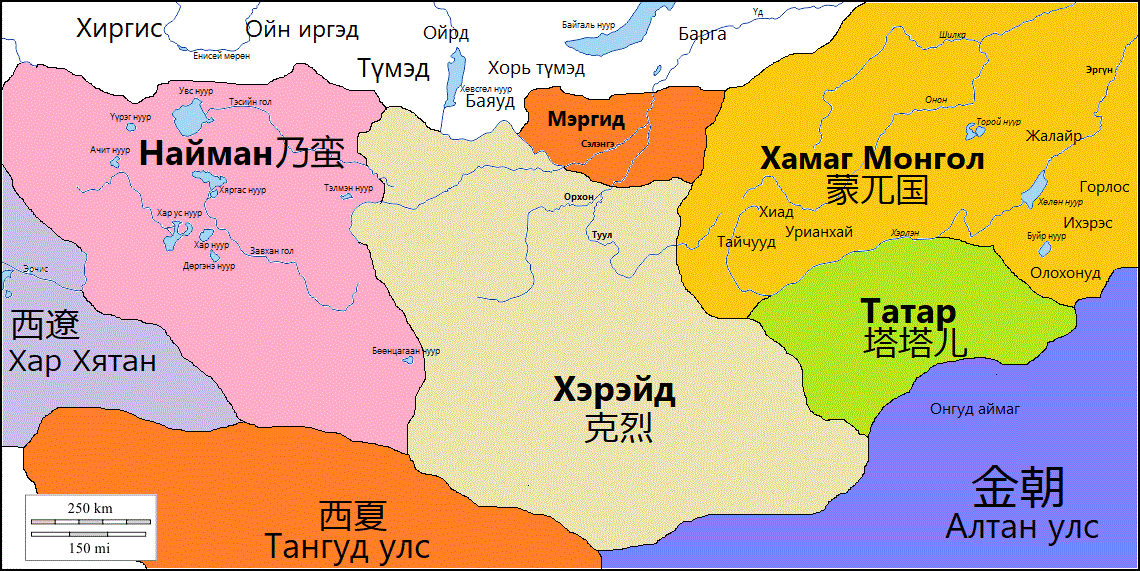
Les Toumètes (Түмэд), au nord de la Mongolie, à l'ouest du lac Khövsgöl (Хөвсгөл нуур)

Les Toumètes (Mongol bitchig : ᠲᠦᠮᠡᠳ, cyrillique : Түмэд, translittération latine : Tümed, dérivé de tumen) sont un sous groupe de populations mongoles.
La majorité travaille dans l'agriculture sédentaire et vivent dans des communautés mixtes de la banlieue de Hohhot, capitale de la Mongolie-Intérieure, en République populaire de Chine. Une partie de cette population vit également dans la Ville-préfecture de Hulunbuir, également en Mongolie-intérieure. D'autres vivent en Mongolie, dans les sums de Bayandalai, Bulgan, Khurmen, Mandal-Ovoo, Manlai, Sevrei, Tsogt-Ovoo, Tsogttsetsii de l'Aïmag d'Ömnögovi.
Ils parlent un dialecte de l'ordos, ainsi que le jinyu.
Du IXe siècle au XIIIe siècle, ils vivaient au bord ouest du lac Baïkal et gouvernaient l'Oblast d'Irkoutsk et certaines parties de Touva et du Sud-Ouest de la Bouriatie.

## Les khans toumètes
Altan Khan est connu pour le rétablissement des liens entre la Mongolie et le Tibet. Il invite Sonam Gyatso, alors abbé de Drépung et 3e de sa lignée de réincarnation, qui le rencontra le 15 mai 1578 près de la frontière mongolo-tibétaine à Tsavchaal dans le Kokonor, au monastère de Thegchen Chonkhor. Il donna à Sonam Gyatso le titre de dalaï-lama lors de cette rencontre. La signification du mot Dalaï est "rassemblement de grandes quantités d'eau collectées en masse". Altan Khan choisit ce terme car il impliquait que Sonam Gyatso était le chef de toutes les écoles du bouddhisme tibétain. Il souhaitait ainsi que son propre projet politique soit poursuivi par Sonam Gyatso. En retour, le 3e dalaï-lama conféra à Altan Khan le titre de Chakravartin, roi du Dharma. Sonam Gyatso avait accepté de rencontrer Altan Khan dans le but de le persuader de mettre fin à ses attaques du Tibet et des Ming, lesquels le lui avaient demandé.
À la mort soudaine d'Altan Khan, son fils Sengge Düüreng poursuivit la politique de son père. En 1582, il informa Sonam Gyatso, 3e dalaï-lama qui se trouvait au monastère de Kumbum, lui demandant de faire réaliser les obsèques. Le dalaï-lama se rendit en 1586 en Mongolie où il est mort en 1588, alors qu'il rentrait au Tibet.
Le petit fils d'Altan Khan est choisi comme réincarnation de Sonam Gyatso (1588), car l'école gelugpa choisit la réincarnation comme mode de succession à la place de la transmission d’oncle à neveu en vigueur dans l’école des Sakyapa.

### Liste
| Titre honorifique (Khan, Jinong, taiji), Nom | Nom (mongol)                  | Nom (chinois)            | Règne       | Notes             |
| -------------------------------------------- | ----------------------------- | ------------------------ | ----------- | ----------------- |
| Bars bolud Jinong (巴尔苏·博罗得·济农）      | Барсболд хаан (Barsbold Khan) | 巴儿速孛罗 （Jinong）    | 1533 — 1543 |                   |
| 格根阿勒坦汗 ᠠᠯᠲᠠᠨ ᠬᠠᠨ, Altan Khan           | ᠠᠨᠳᠠ (Anda)                   | 俺答                     | 1542 — 1581 |                   |
| 辛爱黄台吉 Xinaihuang Taiji,                 | Сэнгэ Дүүрэн, Sengge Düüreng  | 乞庆哈 / 乞慶哈 qǐqìnghā | 1582 — 1586 | Régent 三娘子     |
| 顺义王 Roi Shunyi, Namudai Sechen Khan       |                               | 扯力克 / 撦力克, chělìkè | 1586 — 1607 | Fils d'Altan Khan |
| 博硕克图 (Boshuoketu) Boshugtu Khong tayiji  | Бошигт, Boshugtu              | 卜失兔, boshītù          | 1613 — 1627 | Fils de Chelike   |
|                                              |                               | 俄木布, émùbù            | 1627 — 1634 | Fils de Bushugtu  |